# Hefei
Hefei (Kinesisk skrift: 合肥; pinyin: Héféi) er en by på præfekturniveau og hovedstad i provinsen Anhui i det centrale Kina. Befolkningen i selve byen blev i 2004 anslået til 1.363.000, mens hele prefekturet har 	4.867.400 indbyggere (2008). Hefei har et areal på 	6 911 km² hvoraf byområdet udgør 655 km².

## Administrative enheder
Hefei er inddelt i fire bydistrikter og tre amter:
- Bydistriktet Luyang (庐阳区), 140 km², 400.000 indbyggere;
- Bydistriktet Yaohai (瑶海区), 189 km², 400.000 indbyggere;
- Bydistriktet Shushan (蜀山区), 129 km², 370.000 indbyggere;
- Bydistriktet Baohe (包河区), 197 km², 460.000 indbyggere;
- Amtet Changfeng (长丰县), 1.925 km², 780.000 indbyggere;
- Amtet Feidong (肥东县), 2.145 km², 1,07 mill. indbyggere;
- Amtet Feixi (肥西县), 2.186 km², 960.000 indbyggere.

## Myndigheder
Den lokale leder i Kinas kommunistiske parti er Song Guoquan. Borgmester er Ling Yun, pr. 2021.